# Micky Skeel Hansen
 Der er for få eller ingen kildehenvisninger i denne artikel, hvilket er et problem. Du kan hjælpe ved at angive troværdige kilder til de påstande, som fremføres i artiklen.

Micky Skeel Hansen (født 23. december 1988) er en dansk skuespiller, sanger og sangskriver.
Skeel havde sin filmdebut i Af banen. Han var første gang på tv i Snurre Snups Søndagsklub i 2005.
Fra 2010–13 var Skeel en del af popgruppen PULS, der bl.a. hittede med singlen "Dope" sammen med Ole Henriksen.
I 2017 flyttede Skeel til Los Angeles, hvor han til daglig arbejder som sangskriver.

## Melodi Grand Prix
Som sangskriver har Skeel været med til at skrive sangen "Suitcase" til Anne Gadegaard, der kom på en 2. plads ved Dansk Melodi Grand Prix 2015.
I 2023 bidrog Skeel som sanger og sangskriver til det danske Melodi Grand Prix med sangen “Glansbillede”, som fik en 3. plads.

## Udvalgt filmografi
- Familien Gregersen (2004)
- Af banen (2005) (optaget 2004)
- Dommeren (2005)
- Remix (2008)
- Den skaldede frisør (2012, engelsk titel Love Is All You Need)

### Tv-serier
- Sommer (2008) 3 afsnit